# Achôris

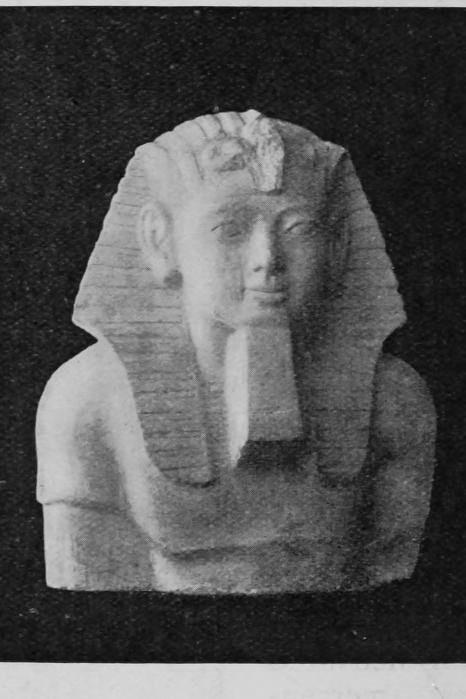
Partie haute d'une statue d'Achôris par William Matthew Flinders Petrie.

Achôris accède au trône d'Égypte vers 393 av. J.-C. et règne pendant 14 ans.

## Règne
Cette période est un renouveau national qui se manifeste par la reprise de grands travaux dans les temples : à Memphis, Louxor, Karnak, Médinet Habou, Tôd, Médamoud, El Kab et Éléphantine.
Un certain nombre de statues et d'objets au nom d'Achôris, comparativement beaucoup plus nombreux que ceux laissés par ses prédécesseurs, confirment cette impression. Le fait que l'on en ait retrouvé jusqu'en Phénicie indique également une reprise sur le plan international.

### Guerres et conquêtes
Dès le début de son règne Achôris prend l'initiative devant la menace permanente que représente l'Empire perse qui cherche à reprendre le contrôle de l'Égypte et de ses richesses. En 390 av. J.-C., il passe donc une alliance avec Évagoras de Salamine, roi de Chypre en exil, et Athènes ce qui repousse un temps le front, obligeant les perses à concentrer leurs efforts sur l'Asie mineure et la Grèce. L'alliance est payante. Evagoras reprend l'île de Chypre et les perses sont contenus par les efforts soutenus des égyptiens et des grecs au Moyen-Orient. Mais les perses jouent sur les dissensions entre les cités grecques en pariant sur la puissance spartiate pour affaiblir les positions athéniennes, ce qui finit par isoler Chypre et l'Égypte.
La paix d'Antalcidas conclue en 387 av. J.-C. entre les belligérants grecs et Artaxerxès II change la donne. Chypre et les cités grecques d'Asie mineure tombent entre les mains du grand roi tandis que la Grèce est épargnée, gardant un semblant de liberté au profit de Sparte. Le grand roi des perses a les mains libres pour reprendre le siège de la turbulente forteresse d'Égypte.

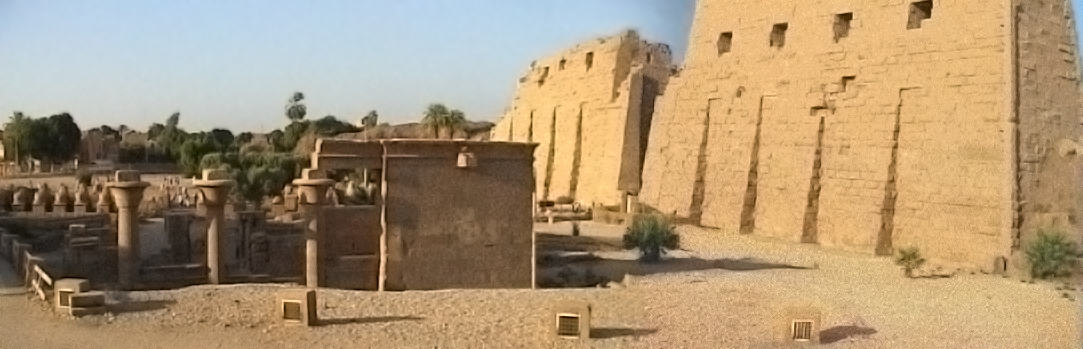
Parvis du grand temple de Karnak avec au premier plan la chapelle reposoir d'Achôris

Achôris repoussa les armées perses qui tentèrent pendant trois ans, de 385 à 383 av. J.-C., de vaincre une Égypte beaucoup mieux organisée qu'elle n'était avant son règne. Au lieu d'être divisées, ses forces sont regroupées sous une seule autorité.
La flotte égyptienne est l'une des plus puissantes de son temps, et l'armée bénéficie de l'appui de troupes d'élite grecques, encouragées par le parti antiperse et commandées par le général athénien Chabrias qui fortifie durablement les abords de la branche pélusiaque du Nil.
Non seulement les tentatives perses se soldent par un échec, mais les égyptiens parviennent à reprendre pied au Proche-Orient.

## Généalogie
Achôris prétend être le petit-fils de Néphéritès Ier, et légitime ainsi son accession au trône après avoir chassé Psammouthis, lui-même usurpateur de la lignée officielle. L'ascendance d'Achôris n'est pas reconnue par les historiens et égyptologues, mais son règne ne marque pas de rupture dynastique s'inscrivant dans la dynamique initiée par le fondateur de la XXIXe dynastie. Son fils lui succédera sur le trône d'Égypte.

## Sépulture
|                    | Achôris                                    |  |
| ------------------ | ------------------------------------------ |  |
| Type               | Tombeau                                    |  |
|                    |                                            |  |
| Emplacement        | Nécropole royale de Mendès ? ou à Memphis, |  |
| Date de découverte | Son tombeau n'a pas été retrouvé           |  |
| Découvreur         |                                            |  |
| Fouilles           |                                            |  |
| Objets découverts  |                                            |  |

La tombe d'Achôris n'a pas été retrouvée à ce jour. Il est probable qu'elle soit localisée à Mendès la capitale de la dynastie, non loin de celle de Néphéritès Ier dont Achôris se déclarait le descendant. En ce cas il est probable qu'elle ait subi le même sort que celle du fondateur de la dynastie lors de la seconde invasion perse de l'Égypte.
Quoi qu'il en soit, la tombe a certainement été pillée car un ouchebti au nom d'Achôris a été acquis par le musée du Louvre.